# Monasterio de la Visitación de Santa María (Burgos)
El monasterio de la Visitación de Santa María es un cenobio de monjas salesas sito en la calle Barrantes de la ciudad de Burgos (Comunidad de Castilla y León, España).

## Historia
En el Monasterio de la Visitación de Madrid, sor María Serafina Lamery el 21 de marzo de 1887 tuvo la revelación de crear un nuevo monasterio donde reparar las ofensas que se hacían al Corazón de Jesús, sobre todo por parte de religiosos y religiosas poco devotos. Tras una sede provisional, las salesas se instalaron en este monasterio de Burgos en 1897.
Mientras Franco residió en el vecino Palacio de la Isla durante la Guerra Civil Española, ante la falta de espacio en el mismo se utilizó una sala cedida por el monasterio para celebrar los Consejos de Ministros.

## Iglesia
En 1906, el arzobispo de Burgos Gregorio María Aguirre bendijo la iglesia neogótica.

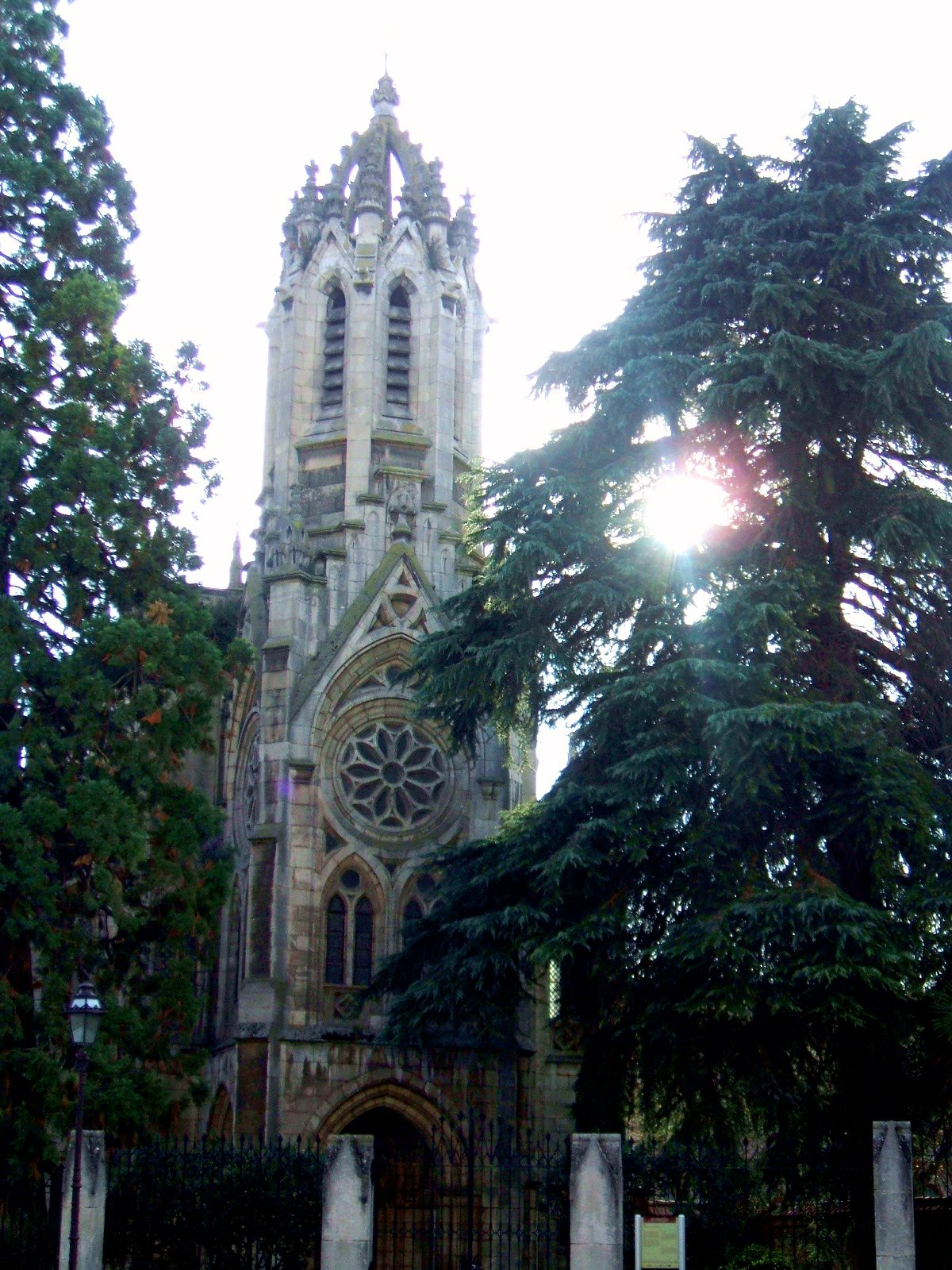
Torre de la iglesia
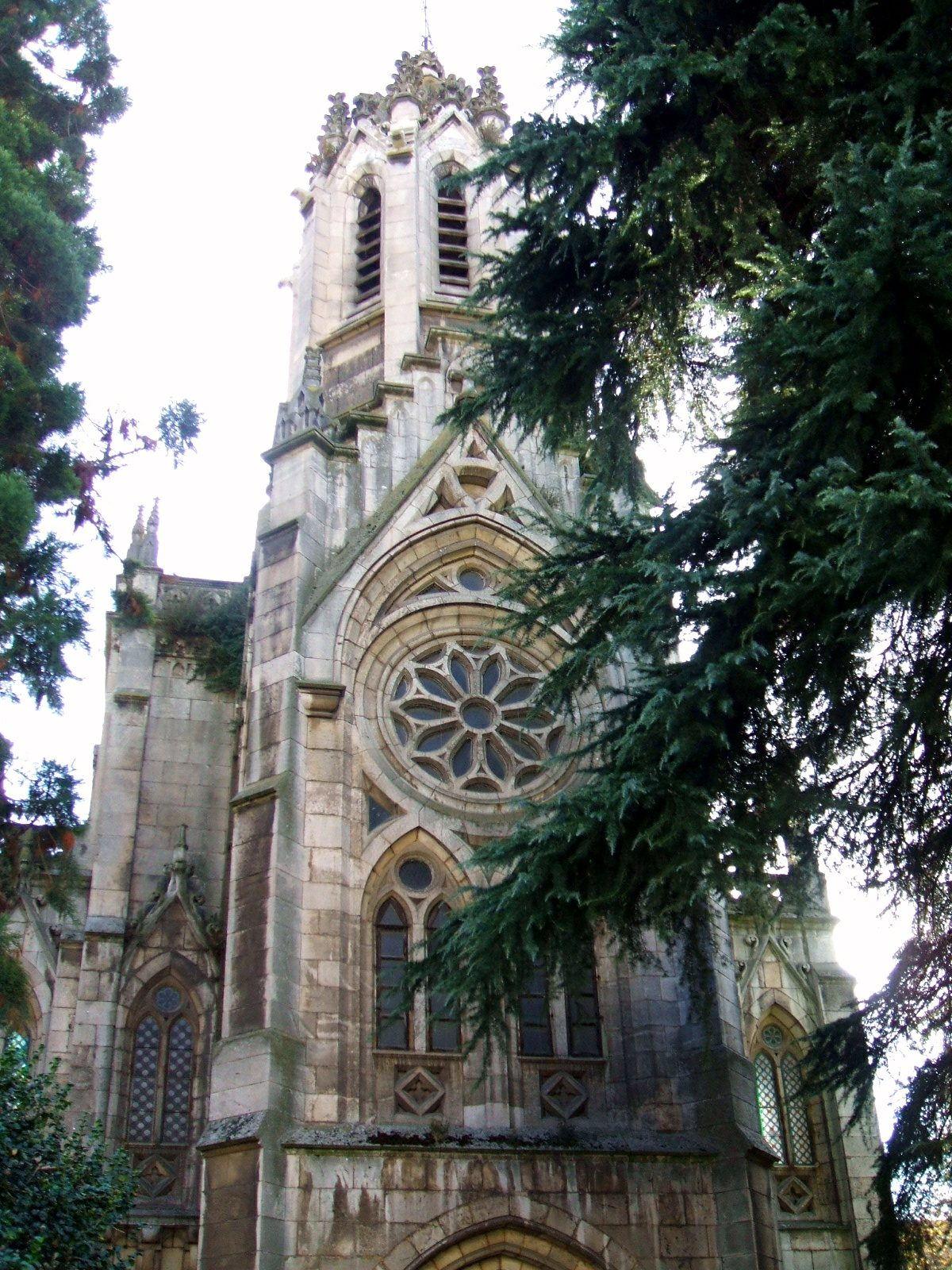
Cuerpo superior del atrio y torre
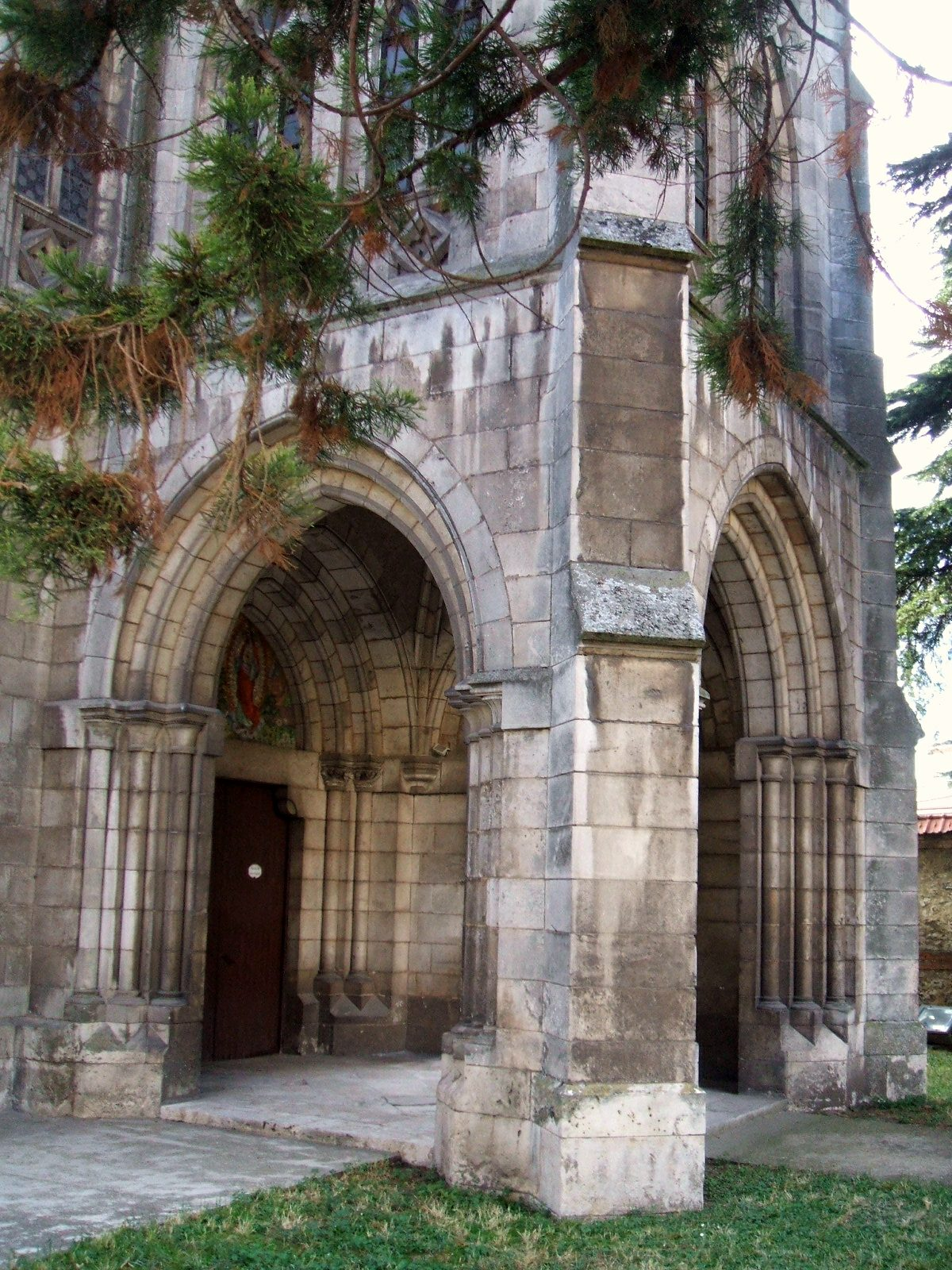
Atrio
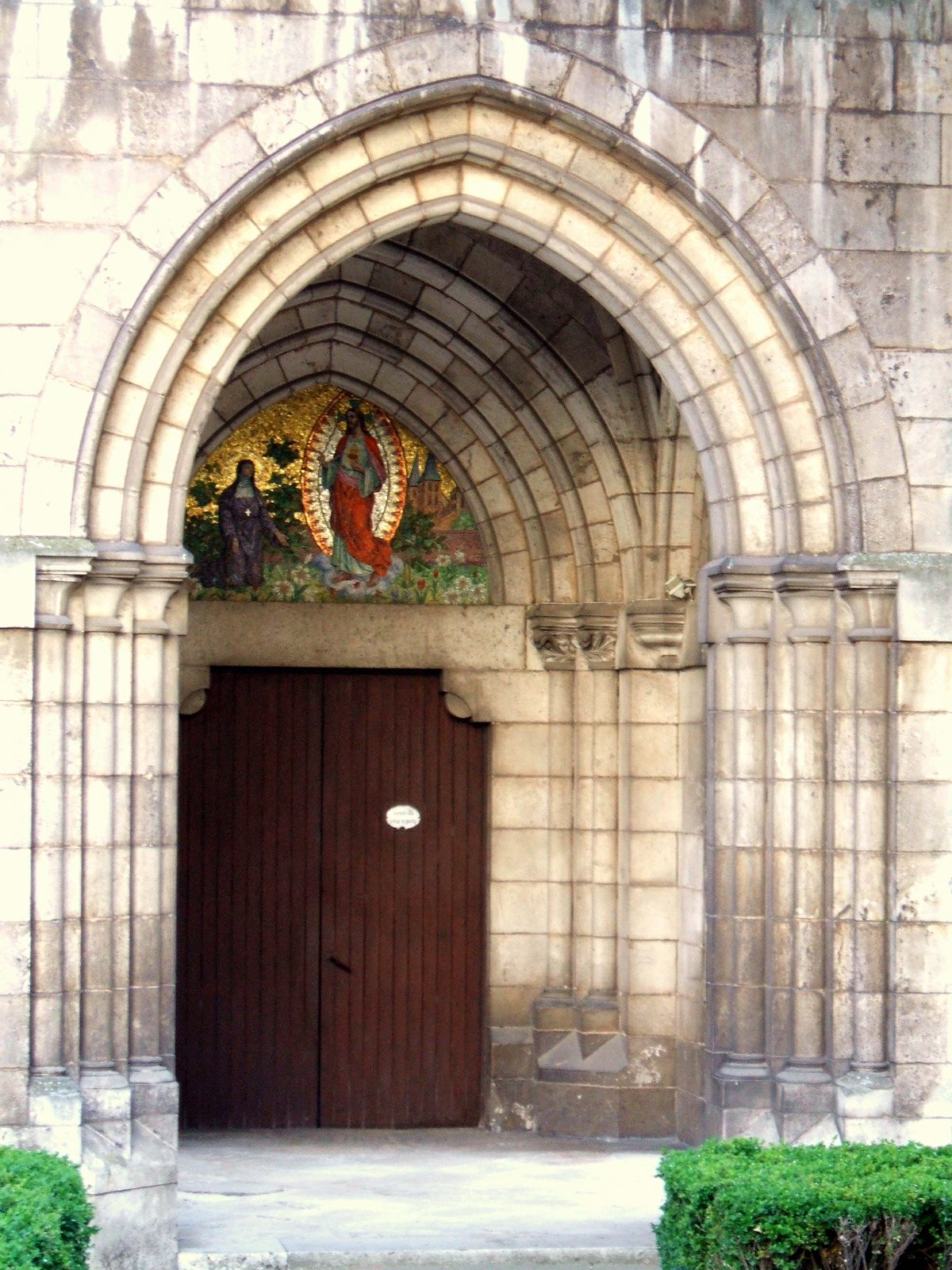
Portada

## Horario de ceremonias religiosas
- Laborables: misa a las 11:00 horas.
- Festivos: misa a las 10:45 horas.